# The Little Rabbits
The Little Rabbits est un groupe de rock français originaire de La Gaubretière en Vendée, actif de 1988 à 2005. Leurs titres sont chantés en anglais ou en français.

## Histoire
Le groupe, formé en 1988, est initialement constitué des deux guitaristes-chanteurs Federico Pellegrini et Stéphane Louvain, de Gaëtan Chataigner à la basse, Éric Pifeteau à la batterie et Olivier Champain aux claviers et à l'harmonica. Ils sont rejoints par Laurent Allinger aux platines en 1998. Cette même année sort leur quatrième album Yeah qui contient leur premier tube : La Piscine.
Après avoir enregistré six albums, l'un des leaders du groupe, Federico Pellegrini, annonce la séparation du groupe dans un communiqué le 26 octobre 2005 dans l'émission de Bernard Lenoir sur France Inter. Une partie du groupe accompagne ensuite sur scène le chanteur Katerine sous le nom de La Secte Humaine.
Federico Pellegrini, après un album avec Helena Noguerra sous le nom de Dillinger Girl and Baby Face Nelson, lance un nouveau projet en 2006, French Cowboy, avec trois anciens des Little Rabbits : Gaëtan Chataigner, Stéphane Louvain et Éric Pifeteau. Gaëtan Chataigner officie également en tant que réalisateur et a notamment signé en 2006 le DVD live de La vie ne suffit pas de Cali.

## Discographie

### Albums
- Waiting For A Neverending Train, cassette démo de 5 titres enregistrée en hiver 1989
- Dans les faux puits rouges et gris, label Single KO sorti en novembre 1991
- Dedalus, label Virgin, sorti en 1993
- Grand Public, label Rosebud, sorti en février 1996
- Yeah!, label Rosebud, sorti en mars 1998
- Yeah! and Remixed By, label Rosebud, sorti en octobre 1998
- La Grande Musique, label Rosebud, sorti le 3 janvier 2001
- Radio, label Rosebud, compilation sortie en avril 2003
- Bande originale du film Atomik Circus (avec Vanessa Paradis au chant sur 6 morceaux), maison de disques Barclay, sortie le 21 juillet 2004

### Singles et EP
- Help, CD promotionnel 3 titres, label Single KO, 1991
- Lady Money EP, CD 4 titres, label Single KO, 1992
- Wasting Time EP & Acoustic Session, CD 5 titres, label Virgin, 1994
- Winter Dreams, CD promotionnel 3 titres, label Rosebud, 1996
- In My Coffin, Vinyl promotionnel 4 titres, label Rosebud, 1996
- EP, CD 6 titres, label Rosebud, 1997
- La Piscine, CD 4 titres, label Rosebud, 1998
- La Grande Musique EP, CD 4 titres + 1 vidéo, label Rosebud, 2000

### Participations
- 1991 :  Contresens, album collectif caritatif - The Daily Train
- 1998 : Comme un seul homme, album collectif caritatif  - duo avec Dominique A sur Free Wheel

### Cover
- So Many Friends of Them... A Tribute to the Little Rabbits, disque en hommage sorti en juin 1998 sur le label Premier Disque avec notamment Mickey 3D, Dolly et Dionysos.

## Réutilisation
Un remix de leur chanson J'ai faim, tirée de leur album La Grande Musique, est utilisée dans le générique de l'émission radiophonique Chronophage sur la radio suisse romande Couleur 3.